# ویگاباترین
ویگاباترین (به انگلیسی: Vigabatrin) با نام تجاری سابریل دارویی است که برای درمان صرع استفاده می‌شود. این دارو به عنوان یک داروی ژنریک در سال ۲۰۱۹ در دسترس قرار گرفت.
ویگاباترین با مهار تجزیه γ-آمینو بوتیریک اسید (GABA) عمل می‌کند. این ماده با نام γ-وینیل-گابا نیز شناخته می‌شود و یک آنالوگ ساختاری گابا است، اما به گیرنده‌های گابا متصل نمی‌شود.